# Девятко, Василий Николаевич
Василий Николаевич Девятко (20 мая 1944, село Джанашар, Алма-Атинская область) — казахстанский государственный и медицинский деятель, второй министр здравоохранения Республики Казахстан (апрель 1992 года — октябрь 1997 года), доктор медицинских наук.

## Биография и деятельность
Родился 20 марта 1944 года в селе Джанашар Енбекшиказахского района Алма-Атинской области.
Окончил педиатрический факультет Алма-Атинского государственного медицинского института (1969), врач-педиатр.
Прошел обучение по усовершенствованию по кардиологии и нефрологии для педиатров (Алма-Ата, 1972), детской нефрологии для заведующих детскими отделениями (Москва, 1974), актуальным вопросам социальной гигиены, управления и организации лечебно-профилактической помощи (Алматы, 1981), экономике здравоохранения и финансовому менеджменту (Алматы, 1998), управлению, политике, планированию и оценке здравоохранения (Алматы, 1999), актуальным проблемам менеджмента в здравоохранении (Алматы, 2001), актуальным вопросам менеджмента и организации здравоохранения (Москва, 2002).
Кандидат (2000), доктор (РФ, 2004) медицинских наук. Тема докторской диссертации: «Финансирование здравоохранения крупного города на основе программно-целевого планирования».
Лично и в соавторстве подготовлено 67 научных трудов, в том числе 7 монографий.
С августа по ноябрь 1969 года — педиатр Чиликской районной больницы Алма-Атинской области.
С ноября 1969 года — районный педиатр Чиликского района Алма-Атинской области.
С 1972 года — заместитель главного врача Енбекшиказахской районной больницы Алма-Атинской области.
С 1981 года — заведующий районным отделом здравоохранения Калининского районного Совета народных депутатов г. Алма-Ата.
С 1983 года — заместитель заведующего Городским отделом здравоохранения г. Алма-Ата.
С 1985 года — начальник санаторно-курортного отдела 4-го Главного управления при Министерстве здравоохранения Казахской ССР.
С 1987 года — заведующий лечебным сектором Управления делами ЦК Компартии Казахстана.
С 1991 года — руководитель Референтуры по здравоохранению, делам женщин, семьи, материнства и детства, заведующий отделом здравоохранения и по делам женщин Аппарата Президента Республики Казахстан.
С апреля 1992 года занял пост министра здравоохранения Республики Казахстан в правительстве Сергея Терещенко.
С октября 1994 года по октябрь 1997 года — продолжал занимать пост министра здравоохранения в составе правительства Акежана Кажегельдина.
В октябре 1997 года, в правительстве Нурлана Балгимбаева произошла реорганизация министерств. Министерство здравоохранения было объединено с другими государственными структурами, преобразовавшись в Министерство образования, культуры и здравоохранения Республики Казахстан. Василий Девятко занял пост председателя Комитета здравоохранения Министерства образования, культуры и здравоохранения Республики Казахстан.
С 1998 года — директор Департамента здравоохранения г. Алматы.
С 2006 года и по настоящее время — директор Регионального диагностического центра г. Алматы.

## Семья
Женат. Супруга — Шурикова Лидия Ивановна (1944 г. р.), врач по слухопротезированию. Дочь — Елена (1970 г. р.).

## Награды
- Нагрудный знак «Отличник здравоохранения СССР»;
- Нагрудный знак «Отличник здравоохранения Республики Казахстан»;
- Нагрудный знак Министерства здравоохранения РК «За вклад в развитие здравоохранения»;
- 1998 — Медаль «Астана»;
- 2002 — Медаль «10 лет независимости Республики Казахстан»;
- 2004 — Орден Курмет;
- 2018 — Орден Парасат;[1];
- 2025 — Орден «Барыс» 3 степени;[2][3]